# H.C. Andersen og den skæve skygge
H.C. Andersen og den skæve skygge er en film instrueret af Jannik Hastrup efter manuskript af Bent Haller.

## Handling
Allerede som dreng bliver den mærkelige Hans Christian klar over, at hans skygge ikke bare er en skygge, men en side af ham selv. En mørk og uregerlig side. Den er ikke underlagt snærende bånd, men følger sin egen sande natur, hvorved den skaber højst ubehagelige situationer for ham.